# École nationale d’Ingénieurs de Brest
Die École nationale d’Ingénieurs de Brest (Nationale Ingenieurschule) ist eine französische Grande École, die sich auf dem Campus von Technopole Brest-Iroise in der Umgebung von Brest befindet. Sie gehört dem Netzwerk Écoles nationales d’ingénieurs an.

## Fachbereiche

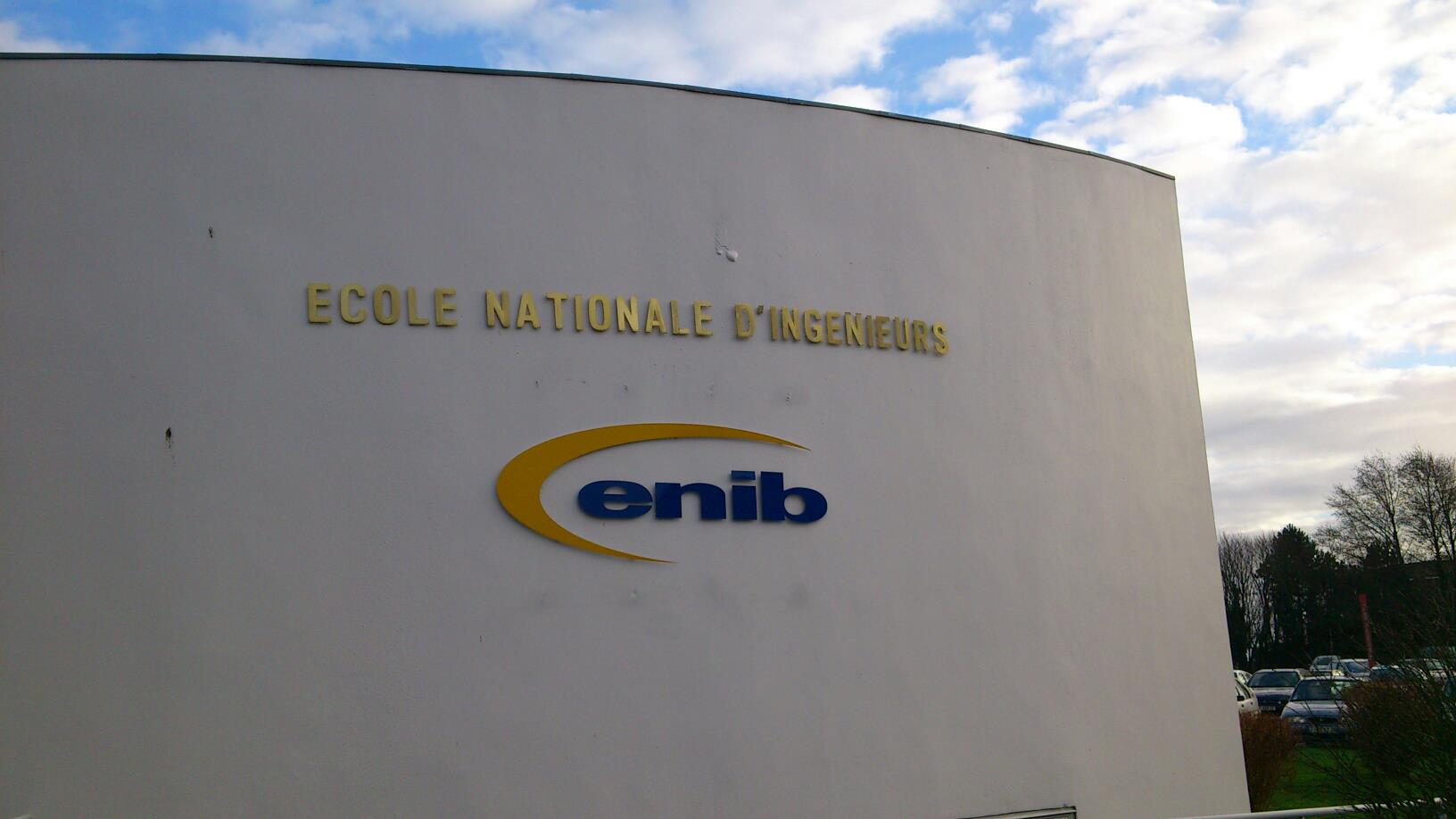
Eingang

- Softwaretechnik
- Elektronik
- Mechatronik

## Doppeldiplom mit der Hochschule Ulm
Die Studenten können ein Jahr bzw. anderthalb Jahre an der Hochschule Ulm studieren.